# Thomas Ray Hamer

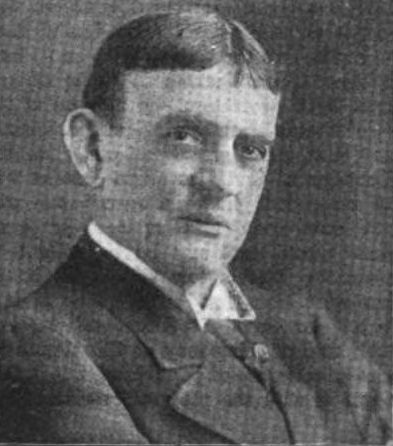
Thomas Ray Hamer (1910)

Thomas Ray Hamer (* 4. Mai 1864 in Vermont, Fulton County, Illinois; † 22. Dezember 1950 in Phoenix, Arizona) war ein US-amerikanischer Politiker. Zwischen 1909 und 1911 vertrat er den Bundesstaat Idaho im US-Repräsentantenhaus.

## Frühe Jahre
Thomas Hamer besuchte die öffentlichen Schulen seiner Heimat und das Hedding College. Nach einem Jurastudium an der Bloomington Law School und seiner anschließenden Zulassung als Rechtsanwalt begann er 1893 in St. Anthony (Idaho) in seinem neuen Beruf zu arbeiten. Außerdem befasste er sich im Fremont County mit der Landwirtschaft.

## Politische Laufbahn
Thomas Hamer wurde Mitglied der Republikanischen Partei. Im Jahr 1896 wurde er in das Repräsentantenhaus von Idaho gewählt. Während des Spanisch-Amerikanischen Kriegs stieg er vom Hauptmann bis zum Oberstleutnant auf. Er war auf den Philippinen eingesetzt. Dort war er Militärgouverneur der Insel Cebu und Richter am Obersten Gerichtshof. Im Jahr 1901 kehrte er nach St. Anthony zurück.
In den Jahren 1908 und 1912 war er Delegierter auf den Parteitagen der Republikaner in Idaho. 1908 wurde Hamer in das US-Repräsentantenhaus gewählt, wo er am 4. März 1909 Burton L. French ablöste. Dieser wurde aber im Jahr 1910 anstelle von Hamer von der Republikanischen Partei wieder für dieses Mandat nominiert und anschließend auch gewählt. Daher musste Hamer am 3. März 1911 seinen Sitz im Kongress aufgeben. 

## Weiterer Lebenslauf
Nach dem Ende seiner Zeit im Kongress arbeitete Hamer wieder als Rechtsanwalt in St. Anthony. Zwischen 1912 und 1921 war er auch im Bankgeschäft tätig. Während des Ersten Weltkriegs war Thomas Hamer Militäranwalt. Nach dem Krieg zog er nach Portland in Oregon, wo er ebenfalls als Rechtsanwalt arbeitete. Im Jahr 1943 zog er sich dann in den Ruhestand zurück. Er zog nach Los Angeles und starb im Dezember 1950 in Phoenix. Thomas Hamer war der Neffe von Thomas L. Hamer, der zwischen 1833 und 1838 den Staat Ohio im US-Repräsentantenhaus vertrat.